# Червендалест корморан
червендалест корморан (Phalacrocorax urile) е вид птица от семейство Phalacrocoracidae.

## Разпространение
Видът е разпространен в Канада, Русия, САЩ и Япония.